# 小優勝美地山谷

从沃什伯恩点俯瞰小优胜美地山谷

小優勝美地山谷（英語：Little Yosemite Valley）是優勝美地國家公園優勝美地山谷美熹德河流域上游之一個較小的冰川山谷。美熹德河蜿蜒流過3.5英里（5.6公里）長的平坦山谷，流過內華達瀑布和弗納爾瀑布，然後流入主優勝美地山谷。從主優勝美地山谷步行一天即可到達，是優勝美地國家公園中最受歡迎的地區。 小優勝美地山谷提供前往附近目的地的通道，例如半圓頂背面、雲歇山以及美熹德湖 (Merced Lake)的高山營地。
小優勝美地山谷是美熹德河冰川階梯上的一個台階，從優勝美地山谷一直延伸到萊爾山，垂直高度約7,600英尺（2,316公尺），超過21英里（34公里），海拔約2,000英尺（610公尺。）